# Мухомор білий смердючий
Мухомор білий смердючий, мухомор смердючий, смердюк, королиця біла (Amanita virosa Bertill.) — гриб з родини мухоморових — Amanitaceae.

## Опис
Шапка 3-7(10) см у діаметрі, в центрі напівкуляста конусоподібна, згодом розпростерта, іноді асиметрична, спочатку біла, згодом жовтувата, клейка, під впливом їдкого калію набуває золотисто-жовтого забарвлення. Пластинки вільні, білі. Спорова маса біла. Спори 9-13 Х 8,5-12 мкм, кулясті, гладенькі. Ніжка 5-10 Х 0,8-1,5 см, циліндрична, з бульбою, волокниста, волокнисто-шерстиста, щільна, з тонким, волохатим, нестійким кільцем, яке швидко зникає, біля основи з вільною, мішечкоподібною, з нерівним краєм піхвою. М'якуш білий, при розрізуванні колір не змінюється, з дуже неприємним запахом.

## Поширення
Росте у хвойних і мішаних лісах, зрідка, плодові тіла утворюються у липні — вересні. Поширений на Поліссі, у Лісостепу.

## Практичне значення
Смертельно отруйний гриб, який іноді помилково збирають замість їстівних печериць. Містить такі отрути, як аманітин, фалоїн, фалоїдин.